# Národní muzeum (Katar)
Národní muzeum Kataru (arabsky: المتحف الوطني في قطر) je národní muzeum emirátu Katar v hlavním městě Dauhá. Bylo otevřeno 29. března 2019. Nová budova od francouzského architekta Jeana Nouvela, inspirovaná pouštní růží, se nachází na promenádě Corniche, na místě původního muzea.